# ФК Борусија Менхенгладбах
Борусија Менхенгладбах је немачки фудбалски клуб из града Менхенгладбаха. Клуб је основан 1901. године и тренутно се такмичи у Бундеслиги Немачке.
Борусија је освојила пет титула првака Немачке и три трофеја Купа Немачке. Имала је успеха и у међународним такмичењима, па је 1975. и 1979. освојила УЕФА куп, док је два пута поражена у финалу, а 1977. је поражена у финалу Купа европских шампиона.
Од 2004. Борусија своје утакмице игра на стадиону „Борусија парк“, капацитета 54.057 гледалаца, пре тога је играла на стадиону Бекелберг. Клуб је надимак ждребад добио 1970-их година, јер је имао млад тим са брзим и агресивним стилом играња.

## Успеси

### Национални
Бундеслига:
Првак (5): 1969/70, 1970/71, 1974/75, 1975/76, 1976/77.
Друга Бундеслига:
Првак (1): 2007/08.
Куп Немачке:
Освајач (3): 1959/60, 1972/73, 1994/95.
Финалиста (2): 1983/84, 1991/92.
Суперкуп Немачке:
Освајач (1): 1977. (незваничан)
Финалиста (1): 1995.
Фуџи куп Немачке (претеча лига купа)
Финалиста (1) : 1988.
Лига куп Немачке:
Финалиста (1): 1972/73.
Телеком куп Немачке (наследник лига купа)
Финалиста (1) : 2013.

### Међународни
Куп европских шампиона:
Финалиста (1): 1976/77.
УЕФА куп:
Освајач (2): 1974/75, 1978/79.
Финалиста (2): 1972/73, 1979/80.
Интерконтинентални куп:
Финалиста (1): 1977.
Кирин куп:
Освајач (1): 1978. (делио са Палмеирасом)